# 長浜市立高月中学校
長浜市立高月中学校（ながはましりつ たかつきちゅうがっこう）は、滋賀県長浜市高月町高月にある公立中学校。

## 沿革
- 1948年（昭和23年）7月22日 - 伊香郡南富永村・北富永村・七郷村・古保利村・高時村（高時村は後に木之本町と合併）により、組合立香南中学校が創立。
- 1949年（昭和24年）5月23日 - 開校式を挙行。運動場が翌々年の1951年（昭和26年）に建設されたが、水はけをよくするなどを見込んで表土の下層に10 - 25 センチメートル厚で石炭殻を敷設した[1]。
- 1954年（昭和29年）12月1日 - 南富永村・北富永村・古保利村が合併し、高月町が発足。
- 1956年（昭和31年）4月1日 - 高月町立香南中学校に改称。
- 1971年（昭和46年）9月1日 - 高月町立高月中学校に改称。
- 1971年（昭和46年）11月17日 - 校舎建替えの竣工式が行われる[2]。
- 2010年（平成22年）1月1日 - 長浜市立高月中学校に改称。
- 2013年（平成25年）3月30日 - 校舎建替えの竣工式が行われる[2]。旧校舎があった土地は1951年建設当時の石炭殻の影響で利活用計画が難航していたが、石炭殻を含んだ土は神照運動公園の建設に用い、土地は民間に売却する方針[1]。

## アクセス
- 北陸本線高月駅西口から数㎞。

中学校の新築に伴い、元の所在地から認定子ども園や町民グランドの近くに移転。